# Olga Korbut
Volga Valjancinaǔna Korbut odnosno prema ruskom Olga Valentintinovna Korbut (bjeloruski: Вольга Валянцінаўна Корбут; ruski: Ольга Валентиновна Корбут) (16. svibnja 1955.) je umirovljena gimnastičarka bjeloruskog podrijetla koja je svoje medalje osvajala pod zastavom SSSR-a.
Korbut je bila prava zvijezda na Olimpijskim igrama u Münchenu 1972. godine kada je osvojila tri zlatne medalje. Paradoksalno, najviše je ostala zapamćena njena vježba na dvovisinskom razboju, koja je bila inovativna i po mnogim elementima ispred svog vremena. Zbog pada tijekom izvođenja vježbe u finalu baš je u toj disciplini osvojila 'samo' srebro.
Četiri godine kasnije sovjetski treneri su baš Olgu Korbut pripremili kao gimnastičarku koja bi se mogla nositi s tada dominantnom svjetskom gimnastičarkom Nadiom Comaneci iz Rumunjske, ali je zbog ozljede njen nastup na tim igrama ipak bio nešto skromniji, s jednim osvojenim zlatom i jednim srebrom.
Korbut je u žensku gimnastiku unijela više akrobatike i atletizma u odnosu na do tada dominantnu gracioznost i eleganciju. Posebno je zapažen njen doprinos u inovaciji elemenata na dvovisinskom razboju, na kojem jedan i danas rado izvođeni element nosi njezino ime.